# 적도 전투
적도 전투(狄道之戰)는 중국 삼국시대 기원후 255년 촉한과 조위 사이에 벌어진 전투로, 강유의 북벌 중 세 번째 전투에 해당한다.